# Traité de Ribemont (1179)
 (août 2018).
Si vous disposez d'ouvrages ou d'articles de référence ou si vous connaissez des sites web de qualité traitant du thème abordé ici, merci de compléter l'article en donnant les références utiles à sa vérifiabilité et en les liant à la section « Notes et références ».
Cet article concerne le traité signé à Ribemont en 1179. Pour le traité signé en 880, voir traité de Ribemont (880).
Carte de 1180 :
- France où se situe Ribemont

— : Saint-Empire romain germanique comprenant :
- l'ancienne Lotharingie avec la Lorraine
- Royaume de Bourgogne

Le traité de Ribemont est un traité signé à Ribemont en 1179 entre Simon II, duc de Lorraine et son frère cadet, Ferry Ier de Bitche. Le premier garda la partie sud du duché, francophone, et le deuxième reçut la partie germanophone.

## La guerre de Lorraine (1176 - 1179)
En 1176, le duc de Lorraine Mathieu Ier décède laissant son duché de Lorraine à son fils aîné Simon II.
Mais le frère cadet de Simon II, Ferry, soutenu par sa mère, la veuve Judith de Hohenstaufen (aussi appelée Berthe), revendique la succession du duché de Lorraine.
Le duc Simon II dut convoquer une assemblée de la noblesse lorraine et affirmer ses droits sur le duché de Lorraine le 14 mai 1176, à Gondreville, mais le duc dut céder des privilèges, notamment la création des États de Lorraine, qui tiendra le rôle d'un parlement en Lorraine. De plus, le duc Simon II dut céder le pays de Bitche en apanage à son frère Ferry qui ne s'estimant pas satisfait, se révolta.

## Le traité de 1179
La guerre entre les deux frères dura trois années, de 1176 à 1179 et se termina par le traité de Ribemont qui est signé le 2 mai 1179 à Ribemont, situé dans l'actuel département de l'Aisne et à l'époque en pays neutre, en France, hors du duché de Lorraine qui fait partie du Saint-Empire romain germanique.
Le traité de Ribemont, signé entre Ferry Ier et son frère aînée, le duc Simon II, avec la médiation de Philippe d'Alsace, comte de Flandre et de Vermandois, entérine de fait un partage de la Lorraine : Ferry Ier reçoit la partie nord, la Lorraine allemande (germanophone) et le duc Simon II garde la partie sud du duché, la Lorraine romane (francophone).
Ferry Ier prend alors le titre de duc-sire de Bitche, Sierck, Ormes et Gerbéviller.
En 1205, deux ans avant sa mort, le duc de Lorraine, Simon II, sans enfants, abdique et désigne le fils aîné de son frère à sa succession. Le frère cadet de Simon II, Ferry Ier de Bitche se proclame alors duc de Lorraine et mourut trois mois après Simon II.
Le fils de Ferry Ier de Bitche, Ferry II, réunit alors les deux parties du duché de Lorraine.